# Digitech (marque)
Pour les articles homonymes, voir Digitech.

Logo.

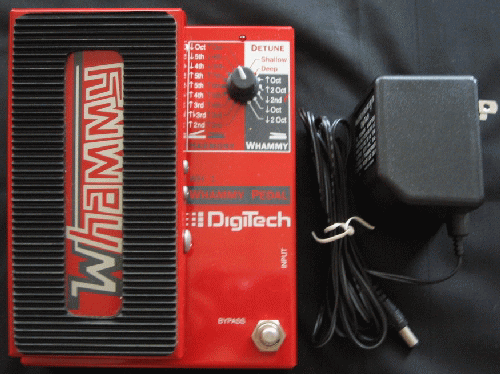
La pédale Whammy est l'un des modèles les plus connus de Digitech.

Digitech est une marque du groupe Harman créée en 1984 et spécialisée dans le matériel audio. Elle fabrique des pédales d'effets pour guitare ainsi que des préamplificateurs et des modulateurs.
L'un des modèles les plus connus est la Whammy, une pédale transposant le son à l'octave.